# Steyr M1912
A Steyr M1912, também conhecida como a Steyr-Hahn, é uma pistola semiautomática desenvolvida em 1911 pela empresa austríaca Steyr Mannlicher, baseada no mecanismo da Roth-Steyr M1907. Foi desenvolvida para o Exército Austro-Húngaro e adotada em 1912. Era a arma curta militar austro-húngara padrão da Primeira Guerra Mundial. Foi capaz de suportar as condições adversas da guerra de trincheiras durante a Primeira Guerra Mundial.
A M1912 originalmente tinha câmara para o cartucho 9mm Steyr.

## História

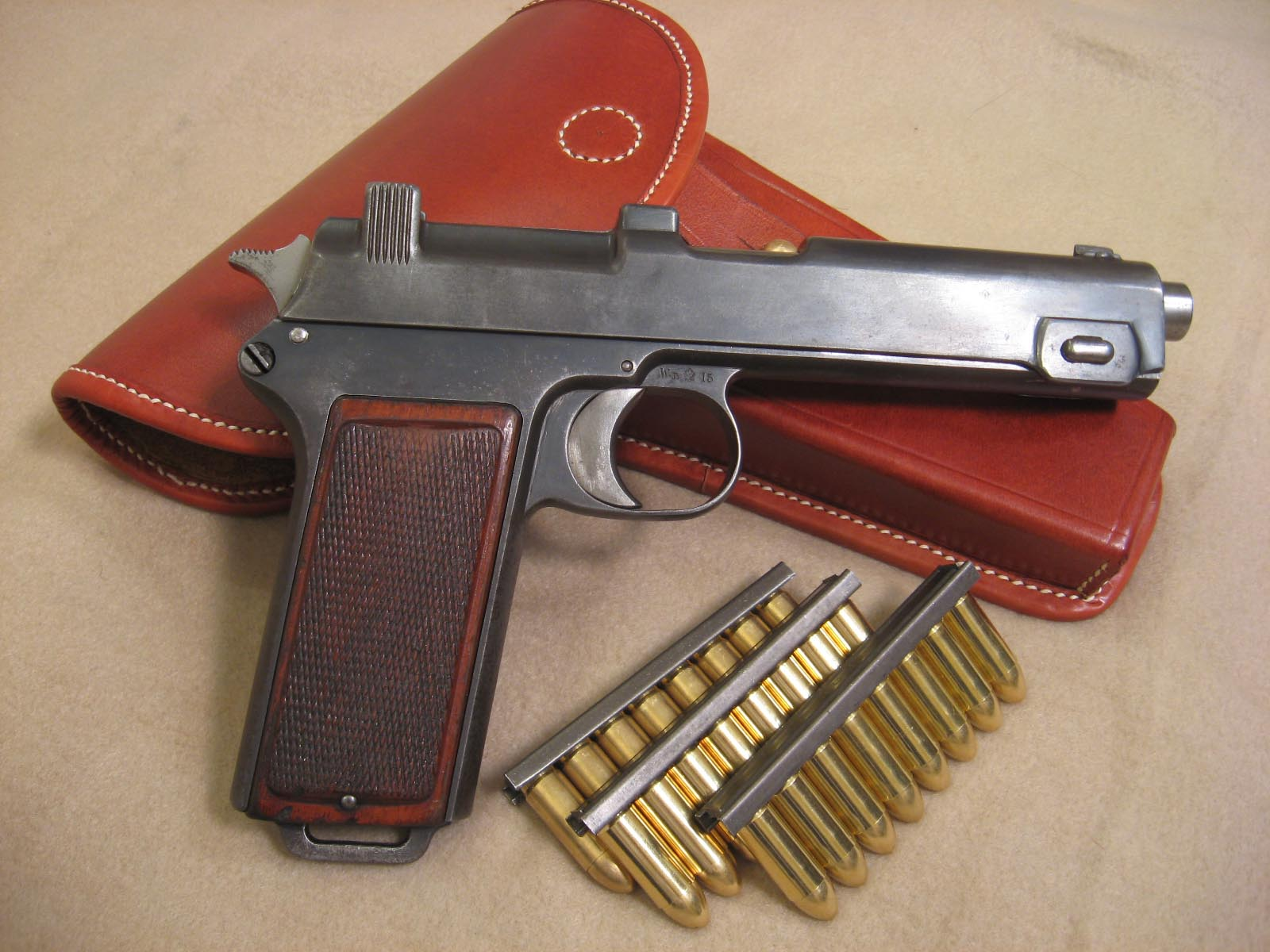
Uma Steyr-Hahn M1912 fabricada em 1915 com câmara de 9mm Steyr com coldre e munição

A M1912 foi desenvolvida como o Modelo 1911, uma pistola militar, mas só foi aceita em serviço em 1914 como M12. Foi originalmente fornecida à Landwehr austríaca, enquanto unidades do exército comum recebiam pistolas Roth-Steyr M1907 e revólveres Rast & Gasser M1898. Chile e Romênia também fizeram encomendas. Durante a Primeira Guerra Mundial, a Áustria-Hungria enfrentou escassez de pistolas e a produção da M1912 foi aumentada. A Alemanha também fez uma encomenda de 10.000 unidades do Modelo 12, que estavam disponíveis comercialmente como Steyr M1911, bastante popular entre os oficiais do exército.
Após a Primeira Guerra Mundial, a produção continuou até 1920, com o objetivo de reequipar, primeiro a Volkswehr austríaca e, posteriormente, o exército regular austríaco (Bundesheer), e também para entregas de reparação à recém-independente Tchecoslováquia. Um pequeno lote de pistolas M.12 também foi fabricado na década de 1930 para o exército austríaco, mas essas entregas tiveram que ser mantidas em segredo, pois a Áustria ainda estava vinculada às disposições do Tratado de Saint-Germain-en-Laye.
Após a anexação da Áustria pela Alemanha em 1938, a polícia alemã encomendou 60.000 pistolas M1912 com câmaras novas para o calibre 9mm Parabellum, que permaneceram em serviço até o final da Segunda Guerra Mundial.

## Detalhes do projeto
A pistola Steyr M1912 é operada por um sistema de recuo curto, com o cano destravando do ferrolho por rotação. À medida que a pistola dispara e o recuo se move, um sistema de ranhuras e lingueta ao redor do cano gira o cano em 20° até que uma lingueta atinja uma cunha de parada e segure o cano enquanto o ferrolho fica livre para continuar seu movimento para trás. A garra extratora puxa o estojo usado contra a face da culatra do ferrolho até que o estojo atinja o ejetor e saia da arma através da janela de ejeção e carregamento. Logo após a ejeção, o movimento para trás do ferrolho é interrompido pela mola recuperadora comprimida e pelo contato das superfícies acopladas do ferrolho e da armação. A mola recuperadora agora está livre para retornar sua energia armazenada ao ciclo da arma, começando a retornar o ferrolho para a frente.
À medida que a mola de retorno retorna o ferrolho para a frente, a face da culatra retira um cartucho do carregador para a câmara e o sistema de trava engata o cano, travando-o com o ferrolho na posição de bateria. Uma alavanca de segurança no lado esquerdo da armação pode ser acionada, girando-a em um entalhe no ferrolho para imobilizá-lo. Um sistema de desconexão também impedirá que a arma dispare até que todo o mecanismo esteja totalmente fechado.
Embora o carregador esteja situado no punho, ele é parte integrante da arma e é carregado por cima usando clipes em tira (pentes) de oito munições. Para carregar, o ferrolho é puxado para trás para expor o mecanismo, o clipe é inserido ao longo das guias e os cartuchos são empurrados para dentro do carregador. A tira de metal é então descartada. Como na maioria das pistolas com carregadores integrados, uma alavanca pode ser usada para desengatar o retém do carregador e ejetar a munição.

## Variantes

### 9mm P12(Ö)
Depois que a Alemanha anexou a Áustria em 1938, a Wehrmacht ordenou que 60.000 pistolas M1912 fossem convertidas para o cartucho 9mm Parabellum, que permaneceram em serviço até o final da Segunda Guerra Mundial. No serviço alemão, sua designação oficial era 9mm P12(Ö) (Ö para Österreichisch, "austríaco"). As pistolas no serviço da Wehrmacht eram distinguidas pelo emblema da Wehrmachtadler ("Águia da Wehrmacht") acima do gatilho e, mais notavelmente, um selo "P-08" ou "08" no lado esquerdo do ferrolho, "para mostrar que eles tinham câmaras para munição tipo 1908."

### Doppelpistole M.12
Foi desenvolvida uma coronha que convertia duas M1912/P16 em uma submetralhadora (pistola dupla), arma conhecida como Doppelpistole M1912. No entanto, apenas um punhado foi feito antes de ser abandonado.

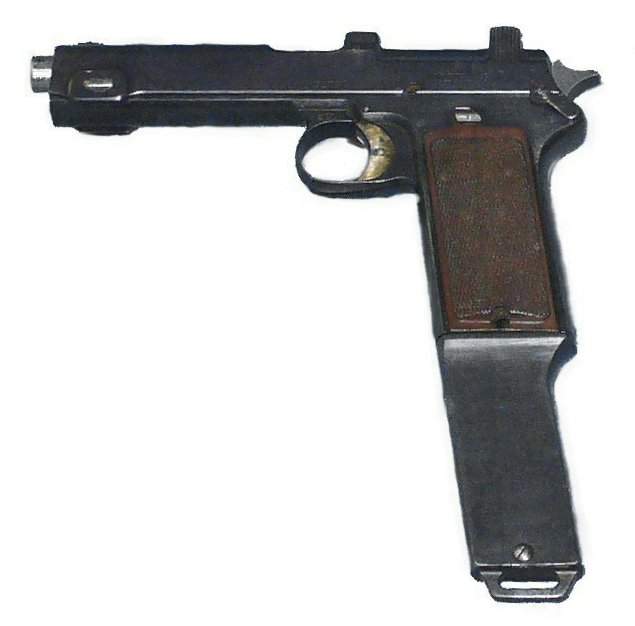
A Steyr Repetierpistole M1912/P16 era uma pistola-metralhadora com carregador estendido e coronha equipada para controlar o recuo.

### Repetierpistole M1912/P16
Durante a Primeira Guerra Mundial, uma versão automática da Steyr M1912 chamada Repetierpistole M1912/P16 foi produzida. Ela usava um carregador fixo de 16 cartuchos carregado por meio de clipes em tira de 8 cartuchos, uma coronha para ombro destacável e um grande seletor (semiautomático / totalmente automático) exposto no lado direito do quadro acima do gatilho (para baixo = semiautomático e para cima = automático). A cadência de tiro era de cerca de 800 a 1.000 tiros por minuto. Introduzida em 1916, pesava cerca de 1,2 kg e é considerada a primeira pistola automática do mundo. Apenas 960 M1912/P16 foram fabricadas. Esta variante foi usada pela polícia da SS durante a ocupação da Áustria em 1938.

## Operadores
- Áustria-Hungria
- Áustria
- Chile
- Alemanha
- Alemanha
- Itália
- República Social Italiana
- Polônia
- Romênia